# Izvoarele, Tulcea
Izvoarele là một xã thuộc hạt Tulcea, România. Dân số thời điểm năm 2002 là 3873 người.